# 博利厄城堡

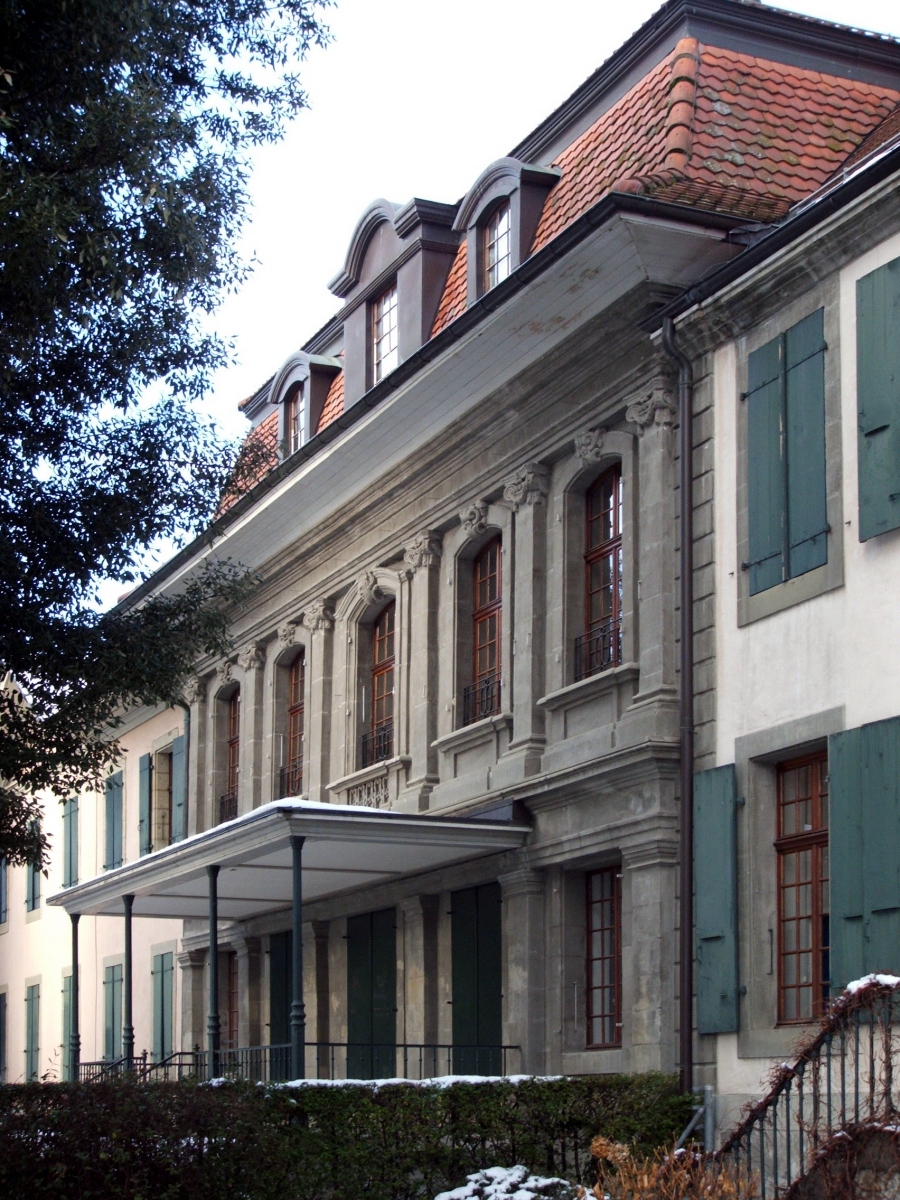
博利厄城堡

博利厄城堡（法语：Château de Beaulieu）是瑞士沃州洛桑的一个城堡，被列入瑞士国家和区域重要文化财产名录.。原生艺术馆设于这座城堡内。